# Montaña Aleluya de Avatar
La Montaña Aleluya de Avatar (en chino: 阿凡达-哈利路亚山; pinyin: Āfándá hālìlùyà shān es una montaña con forma de columna situada en el Parque forestal nacional de Zhangjiajie, en el área de Wulingyuan, en la provincia de Hunan (China). 

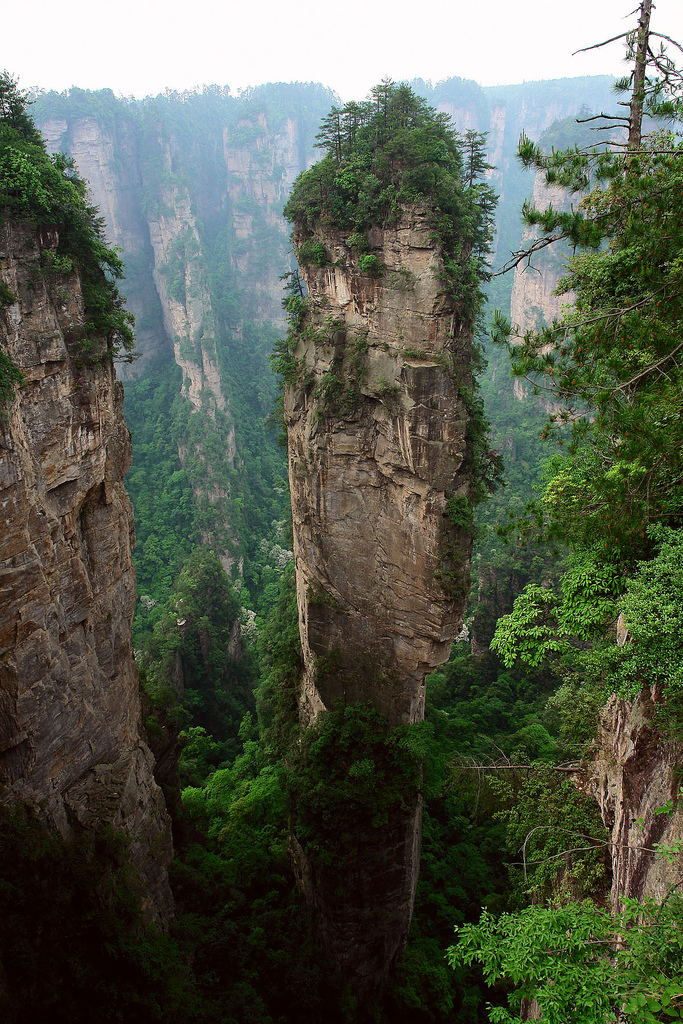
Montaña Aleluya de Avatar

Compuesta principalmente de arenisca y cuarcita, tiene una altura de 1074 metros.
El 25 de enero de 2010 fue renombrada por la Asamblea Popular Provincial de Hunan a su nombre actual, por haber servido de inspiración para las "Montañas Aleluya" de la película Avatarmostrar el aprecio al mensaje social de la misma. Anteriormente era conocida como la "Columna del Universo" (chino: 乾坤柱; pinyin: Qiánkūn zhù) o la "Columna del Cielo del Sur" (chino: 南天一柱; pinyin: Nán tiān yí zhù) .
Lia Abigail